# Chūghal
Chūghal (persiska: چَغَل, چُغَل, چوغل) är en ort i Iran.   Den ligger i provinsen Kohgiluyeh och Buyer Ahmad, i den centrala delen av landet, 500 km söder om huvudstaden Teheran. Chūghal ligger 897 meter över havet och antalet invånare är 285.
Terrängen runt Chūghal är varierad.Runt Chūghal är det ganska glesbefolkat, med 47 invånare per kvadratkilometer. Närmaste större samhälle är Dehdasht, 14,2 km söder om Chūghal. Omgivningarna runt Chūghal är i huvudsak ett öppet busklandskap.